# Liubovîcika, Ustînivka
Liubovîcika (în ucraineană Любовичка) este un sat în comuna Inhulske din raionul Ustînivka, regiunea Kirovohrad, Ucraina.

## Demografie
Componența lingvistică a localității Liubovîcika
     Ucraineană (100%)
Conform recensământului din 2001, toată populația localității Liubovîcika era vorbitoare de ucraineană (100%).